# Du paganisme au christianisme
 (signalé en mai 2025).
Si vous disposez d'ouvrages ou d'articles de référence ou si vous connaissez des sites web de qualité traitant du thème abordé ici, merci de compléter l'article en donnant les références utiles à sa vérifiabilité et en les liant à la section « Notes et références ».
- Archive Wikiwix
- Bing
- Cairn
- DuckDuckGo
- E. Universalis
- Gallica
- Google
- G. Books
- G. News
- G. Scholar
- Persée
- Qwant
- (zh) Baidu
- (ru) Yandex
- (wd) trouver des œuvres sur Wikidata

Du paganisme au christianisme est la traduction française publiée chez Denoël en 1961 du livre From Pagan to Christian de l'écrivain chinois Lin Yutang.
Dans cet ouvrage, Lin Yutang, fils de pasteur presbytérien, élevé dans la foi chrétienne et dans un milieu pro-occidental, raconte son itinéraire spirituel. 
Il rejettera tout d'abord le christianisme à la faveur de ses études à Pékin pendant lesquelles il découvrira une culture chinoise qu'il avait relativement méconnue jusque-là, à l'exception des écrits de Confucius enseignés par son père.
Ce livre est également l'occasion pour Lin Yutang de présenter les trois grands systèmes de pensée de la Chine: le confucianisme, le taoïsme et le bouddhisme. Ces chapitres sont agrémentés de nombreux extraits des textes classiques. 
Dans les derniers chapitres il raconte son retour à la foi chrétienne.

## Édition
Du paganisme au christianisme, éditions Denoël, 1961